# Тексашки масакр моторном тестером 3: Ледерфејс
Тексашки масакр моторном тестером 3: Ледерфејс (енгл. Leatherface: The Texas Chainsaw Massacre III) је амерички слешер хорор филм из 1990, режисера Џефа Бера са Кејт Хоџ, Кеном Форијем, Вилијамом Батлером и Вигом Мортенсеном у главним улогама. Представља наставак филма Тексашки масакр моторном тестером 2, међутим, конзистентност приче није одржана, пошто је смрт главног негативца, Ледерфејса, на крају другог дела у овом филму потпуно занемарена.
Након огромног успеха са филмским серијалом Страва у Улици брестова, продукцијска кућа Њу лајн синема купила је права за серијал Тексашки масакр моторном тестером, с циљем да причу о Ледерфејсу и његовој канибалистичкој породици преточи у још једну успешну хорор франшизу. Ипак, филм је добио помешане и претежно негативне критике, сличне свом претходнику, с тим што су критичари подељених мишљења по питању тога да ли је за нијансу бољи други или трећи део. Са зарадом од 5,7 милиона долара забележио је пад у односу на оба своја претходника.
Од ликова из претходних делова, Каролина Вилијамс има камео улогу као Ванита „Стреч” Брок, финална девојка из другог дела. У улогу Ледерфејса требало је да се врати Гунар Хансен, али је због несугласица око хонорара на крају замењен професионалним рвачем Рандалом Михаиловим, коме је каскадер био Кејн Ходер, прослављен улогом Џејсона Ворхиса у серијалу Петак тринаести. У главним улогама су и Кен Фори, који је познат по улогама у бројним хорорима, као што су: Зора живих мртваца и Из друге димензије, и Виго Мортенсен, који се касније прославио улогом Арагорна у трилогији Господар прстенова.
5 година касније добио је наставак под насловом Тексашки масакр моторном тестером 4: Следећа генерација. Интересантно је да осми део серијала носи исти поднаслов као и овај филм.

## Радња
Мишел Шетнел и Рајан Мекартер на путу кроз Тексас, постају жртве канибалистичке породице Сојер. У помоћ им прискаче сурвивалиста Бени...

## Улоге
| Глумац              | Улога                |
| ------------------- | -------------------- |
| Кејт Хоџ            | Мишел Шетнел         |
| Кен Фори            | Бени                 |
| Вилијам Батлер      | Рајан Мекартер       |
| Виго Мортенсен      | Едвард „Текс” Сојер  |
| Тони Хадсон         | Сара                 |
| Р. А. Михаилов      | „Ледерфејс”          |
| Џо Унгер            | Тинкер „Тинк” Сојер  |
| Том Еверт           | Алфредо Сојер        |
| Џенифер Банко       | мала девојчица Сојер |
| Бет Депати          | Џина                 |
| Дуан Витакер        | Ким                  |
| Миријам Берд Нетери | „Мама” Ен Сојер      |
| Каролина Вилијамс   | Ванита „Стреч” Брок  |
| Кејн Ходер          | „Ледерфејс”          |